# 台湾拓殖
台湾拓殖株式会社（たいわんたくしょく）は、日本統治下の台湾において、台湾の工業化および、南支・南洋の開発事業を進めることを目的として設立された半官半民の特殊会社（国策会社）である。台湾での開拓事業の中心的推進機関であった。

## 設立の背景
1930年代の日本統治下の台湾においては、台湾を「南方進出」の拠点として位置づけようとする台湾総督府の方針に沿って，台湾島内の工業化および，南支・南洋の開発が重要な課題とされた。こうした期待が高まるなか、1935年10月に台湾総督府は熱帯産業調査会を開催し、その答申をもとに1936年（昭和11年）11月25日、台湾拓殖株式会社法（昭和11年法律第43号）を根拠法として、台湾総督府と日台民間資本の共同出資により設立された。

## 台湾拓殖株式会社法の概要
同法によると、同社の目的は「拓殖事業ノ経営及拓殖資金ノ供給ヲ目的トスル株式会社」と定められていた（第1条）。
そして、民間資金調達を円滑にするため、同社には以下のような特典が認められていた。
1. 社債発行による資金調達を円滑にするため、株主決議を経ずに株式払込金3倍額までの社債発行ができると認められていた（第7条）。
2. 民間株配当を維持して株式払込徴収を順調にするため民間株配当率が6パーセント以下の場合、政府所有株に対する配当免除が認められていた（第13条）。

他方で、国策遂行のため政府による強い規制が定められた。
1. 拓務大臣の認可を経た台湾総督の役員任命権（第6条）
2. 政府の業務監督権（第10条）
3. 利益金処分・社債発行等に関する政府による許可制（第11条）
4. 法令や公益に矛盾する場合の政府の株主決議取消権・役員解任権（第12条）[1]

## 設立経過
1936年7月に台湾拓殖株式会社法施行令（勅令）が公布され、同年9月に株式募集が開始された。設立当初の資本金は3000万円であった。総株数は60万株（額面は50円）であったが、台湾総督府の総株数が半数の30万株を占めた。総督府は、約1万5000甲歩（1甲は1町歩弱）の土地を財産価格1500万円として現物出資し、株式30万株が総督府に割り当てられた。
民間資本については、製糖会社に8万株、内地・台湾の資本家団体に12万株が割り当てられ、残り10万株が一般公募となった。この民間株式については、設立時点では25パーセント（12円50銭）が払込済であり、その後1939年3月時点では50パーセント（25円）が払込済となり、1941年4月時点では75パーセント（37円50銭）が払込済であり、1942年4月に全額払込済となった。このように企業が時間の経過とともに株式追加払込徴収を進めることは、戦前の企業においては一般的な現象であった。

## 資本構成
株主構成比は、以下のとおりである。株式の半数を台湾総督が保有し、民間株では製糖会社および内地財閥が高い比重を占めていた。このような上位株主構成は日中戦争期を通じて大きな変化はなかった。左が1939年9月末現在、右が1942年6月現在である。
1. 台湾総督（300,000株）→台湾総督（300,000株）
2. 大日本製糖（18,000株）→大日本製糖（28,500株）
3. 明治製糖（18,000株）→明治製糖（18,000株）
4. 台湾製糖（18,000株）→台湾製糖（15,000株）
5. 三井合名（12,000株）→三井物産（18,000株）
6. 三菱社（12,000株）→三菱社（12,000株）
7. 愛久澤文（12,000株）→愛久澤文（12,000株）
8. 塩水港製糖（7,000株）→塩水港製糖（7,000株）

ちなみに愛久澤文とは、明治後期から昭和10年代にかけてマレー半島におけるゴム園、台湾における三五公司源成農場等を経営した愛久澤直哉の親族である。

## 台湾拓殖による投資
その後の社業の拡大により、多くの関係会社を持つ大企業に成長した。台湾島内の工業化のため干拓、開墾、鉱山、化学工業といった事業の経営ならびに投融資を行った。台湾島外においては華南（特に広東省・海南島）の開発事業が中心であった。台湾拓殖が出資した会社は以下のように多岐に亘る。1944年（昭和19年）12月現在において台湾拓殖が出資していた会社を事業別にして列挙する。左から設立順であり、（ ）内は本店所在地を示す。
- 拓殖事業

台東興産（台東）、台湾棉花（台北）、福大公司（台北）、台湾野蚕（台北）、印度支那産業（ハノイ）、台湾畜産興業（台北）、星規那産業（台北）、中支那振興（上海）、拓洋水産（高雄）、新竹林産興業（新竹）、比律賓産業（マニラ）、新高都市開発（台中）、海南畜産（海口）、印度支那農林（ハノイ、設立予定）。
- 商業

南興公司（台北）、台湾金属統制（台北）
- 工業

イズナ土地建物（ジャバ トロナグン）、台湾国産自動車（台北）、台湾パルプ工業（台中）、南日本塩業（台南）、東邦金属製鉄（花蓮港）、台湾化成工業（台北）、南日本化学（高雄）、台湾単寧興業（新竹）、台湾通信興業（台北）、台拓化学工業（嘉義）、報国造船（基隆）、高雄造船（高雄）
- 鉱業

開洋燐鉱（台北）、飯塚工業（東京）、印度支那鉱業（ハノイ）、台湾産金（台北）、台湾石炭（台北）、帝国石油（東京）、台湾石綿（台北）、クローム工業（台北）、稀元素工業（台北）
- 運輸交通業

台湾海運（高雄）、南日本汽船（台北）、開南航運（台北）、航空ホテル（台北）
- 金融

戦時金融金庫（東京）
このように台湾拓殖による他企業への投資は多岐に亘り、投資総額は5億円を超えていた。設立から10年以上で10倍あまりに膨張したことになる。投資の過半数は島内の重化学工業すなわち当時の主要な軍事産業に集中していた。当局の政策に協力した色彩がきわめて強い。

## 終焉
1945年の終戦後となる同年9月30日、GHQは日本政府に対し「植民地銀行、外国銀行及び特別戦時機関の閉鎖」に関する覚書を交付。この覚書に基づき、他の特殊会社とともに台湾拓殖の即時閉鎖（閉鎖機関）が決定。
その後、台湾における全資産は国民政府に接収された。